# Kachní fontána
Kachní fontána je národní kulturní památka SR, která se nachází na Šafárikově náměstí v Bratislavě. Fontána je spolu se svými jednotlivými částmi zapsána v Ústředním seznamu památkového fondu (pod více čísly, a to: 283/1, 283/2, 283/3, 283/4, 283/5, 283/6, 283 / 7). Za národní kulturní památku byly objekty vyhlášeny 23. října 1963. Podle některých zdrojů jde o nejoblíbenější fontánu v Bratislavě.
Fontánu v roce 1914 vytvořil bratislavský sochař Robert Kühmayer v novobarokním stylu. Při tvorbě se inspiroval starou místní pověstí o vodníkovi a zkamenělých chlapcích.

## Architektura fontány
Podstavec fontány sestává z mnoha neopracovaných pískovcových a žulových kamenů, různé velikosti a tvaru, přičemž jejich rozložení má připomínat břeh řeky Dunaj. Na tomto podstavci se nacházejí sochy tří malých chlapců a jejich čtyř kachen – všechny tyto objekty jsou vyrobeny z bronzu. Každý z chlapců je vyobrazen v jiné poloze – nejvyšší umístěný chlapec drží v rukou třepotající a vzpírající se kachnu, další chlapec se za nimi natahuje a třetí, nejnižší umístěná socha, zobrazuje chlapce v plazící se poloze. Pomezi sochy chlapců jsou umístěny sochy tří kachen, kterým ze zobáků stříká proud vody. Čtvrtá socha kachny je v náručí jednoho z chlapců.
Na podstavci se nachází i jméno autora této sochy, spolu s rokem vzniku.
Samotná ohrada fontány má nepravidelný kruhový půdorys o průměru 5,80 m a vyrobena je z několika obloukových kamenných částí, které se střídavě konvexně a konkávně zalamují.